# Katarzyna Kobro

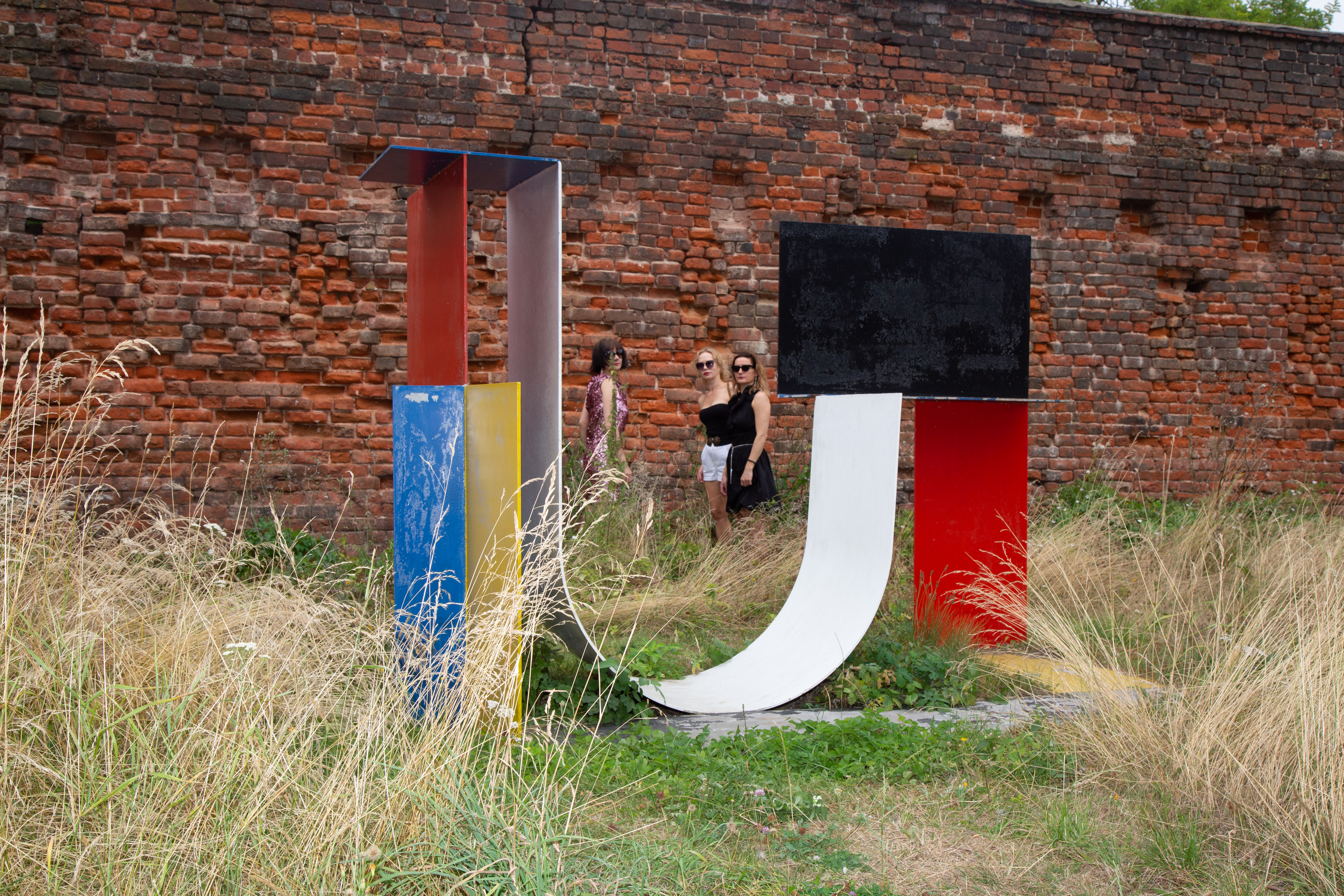
Replika K. Kobro rzeźby powstała w czasie pleneru „What Now?” w 1986 w Elblągu. Została wykonana w skali 5:1

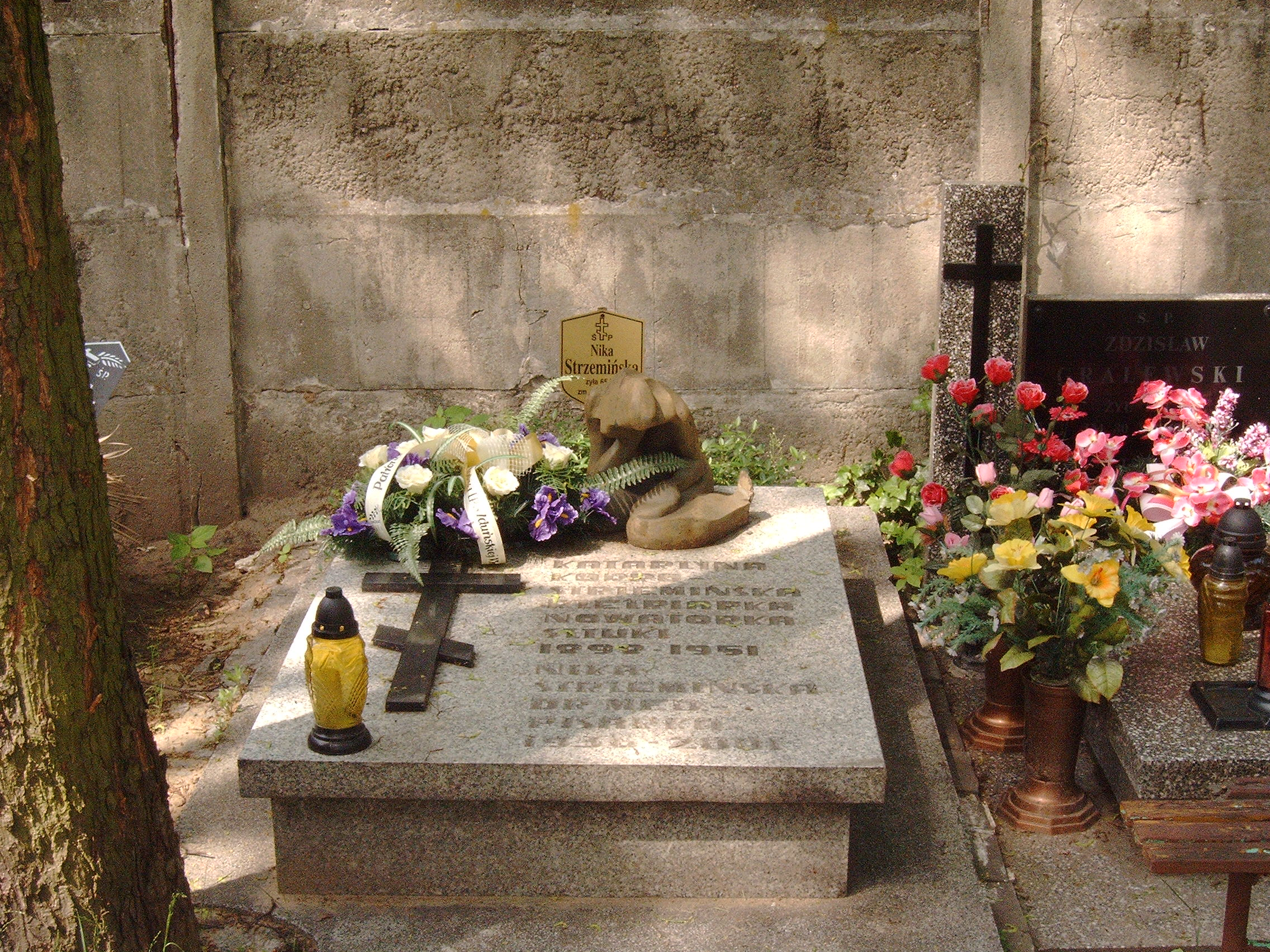
Grób Katarzyny Kobro-Strzemińskiej i jej córki, Niki Strzemińskiej na cmentarzu prawosławnym na Dołach w Łodzi, 21 maja 2007

Katarzyna Kobro (ur. 14 stycznia?/26 stycznia 1898 w Moskwie (lub Rydze), zm. 21 lutego 1951 w Łodzi) – polska rzeźbiarka awangardowa pochodzenia niemiecko-rosyjskiego.

## Życiorys
Urodziła się w Moskwie jako córka Jewgenii Rozanow i Mikołaja von Kobro. Ukończyła w Moskwie ewakuowane z Warszawy III Żeńskie Gimnazjum Warszawskie. W latach 1917–1920 studiowała w moskiewskiej Szkole Malarstwa, Rzeźby i Architektury.
Była żoną poznanego w Moskwie awangardowego artysty Władysława Strzemińskiego. Ich jedynym dzieckiem była Nika Strzemińska (zm. 2001), lekarz psychiatra i pisarka, propagatorka sztuki swoich rodziców. Katarzyna Kobro przyjaźniła się z Julianem Przybosiem i Janem Brzękowskim. Współtworzyła grupy „Blok”, „Praesens” i „a.r.” (czyli „awangarda rzeczywista” lub „artyści rewolucji”).

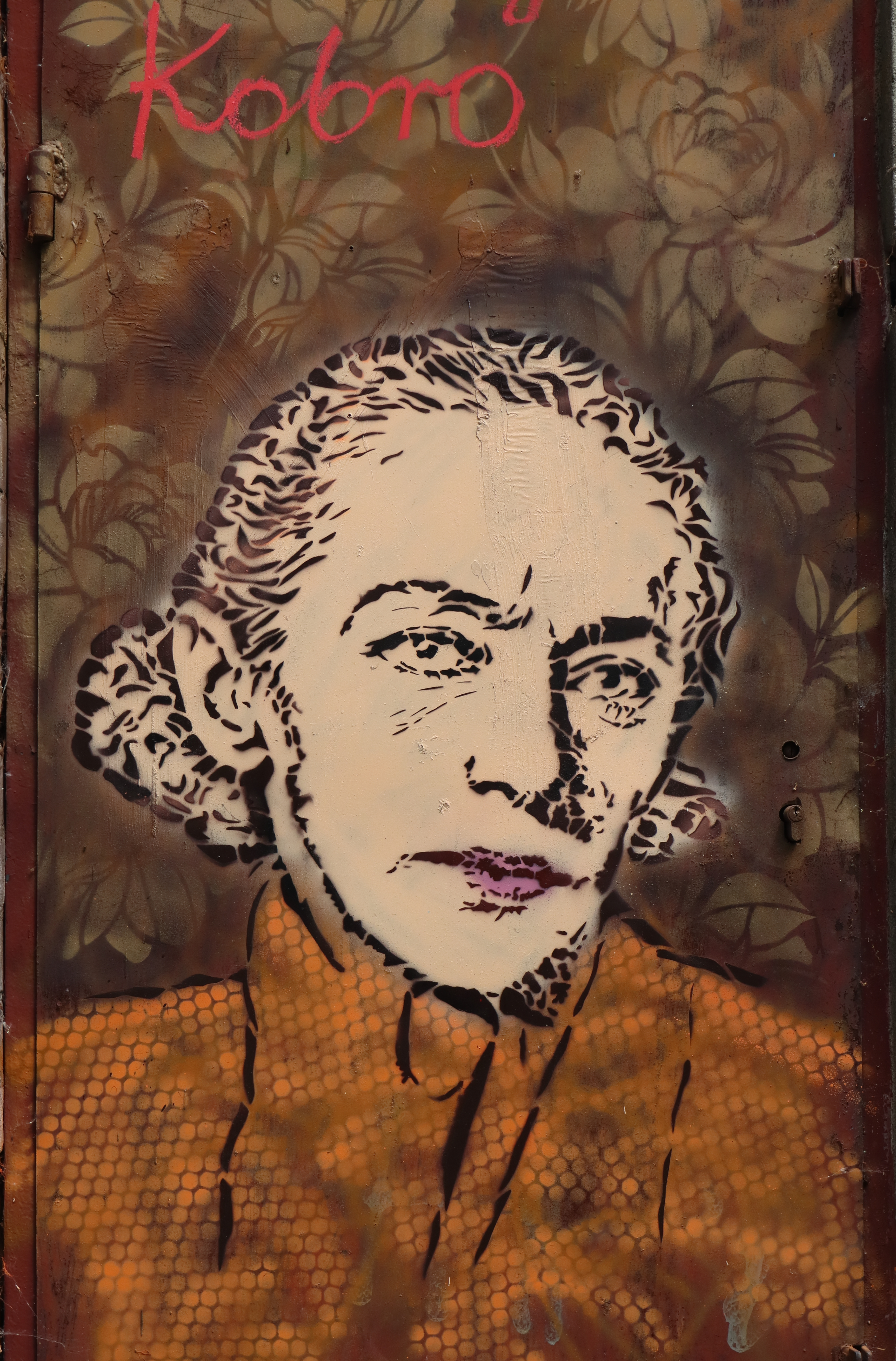
Mural w Warszawie na ul. Pawiej

Odeszła od pojmowania rzeźby jako bryły oraz od centrum kompozycyjnego, tak by każdy punkt rzeźby był jednakowo ważny.
Rzeźbiarska twórczość Katarzyny Kobro ma fundamentalne znaczenie dla polskiej sztuki nowoczesnej. Kobro zrewolucjonizowała myślenie o rzeźbie.
Tak wyjątkowe podejście do rzeźby wpłynęło na wielu awangardowych artystów, m.in. Belga Georges’a Vantongerloo, którego twórczość widocznie ewoluowała w latach dwudziestych i trzydziestych, częściowo pod wpływem prac Kobro.
Została pochowana w Łodzi w części prawosławnej cmentarza Doły. Dopiero pięć lat po śmierci artystki miała miejsce jej pierwsza powojenna wystawa – wspólna z Władysławem Strzemińskim. Większość jej dzieł znajduje się w Muzeum Sztuki w Łodzi. Od 2001 przyznawana jest nagroda jej imienia.
W 2009 Teatr Telewizji zrealizował sztukę o tytule Powidoki w reż. Macieja Wojtyszki, w której ukazano życie prywatne Katarzyny Kobro i Władysława Strzemińskiego.
W 1986 Gerard Kwiatkowski zainicjował powstanie repliki rzeźby „Kompozycja Przestrzenna” Katarzyny Kobro w Elblągu w pobliżu Centrum Sztuki Galerii EL.

## Książki o Katarzynie Kobro
- Katarzyna Kobro (1898–1951). W setną rocznicę urodzin, Muzeum Sztuki w Łodzi, Łódź 1998, ISBN 83-906130-9-3.
- Nika Strzemińska: Katarzyna Kobro, Wydawnictwo Naukowe Scholar, Warszawa 1999, ISBN 83-87367-57-5; wyd. II, 2004, ISBN 83-7383-042-1.
- Marzena Bomanowska: 7 rozmów o Katarzynie Kobro, Muzeum Sztuki, Łódź 2011, ISBN 978-83-87937-97-3.
- Małgorzata Czyńska: Kobro. Skok w przestrzeń, Wydawnictwo Czarne, Wołowiec 2015, ISBN 978-83-8049-042-0.

## Upamiętnienia
- Liceum Sztuk Plastycznych w Zduńskiej Woli – w 2008 roku nadano mu imię Katarzyny Kobro[6]